# Сус (вилайет)
Сус (араб. ولاية سوسة‎, Суса) — вилайет на северо-востоке Туниса.
Административный центр — город Сус. Площадь — 2 621 км², население — 579 200 человек (2007 год).

## География
На юго-востоке граничит с вилайетом Монастир, на юге с вилайетом Махдия, на западе с вилайетом Кайруан, на северо-западе с вилайетом Загван, на севере с вилайетом Набуль. На востоке омывается водами Средиземного моря (залив Хаммамет).
Центр пляжного туризма: известные ресорты в Сусе, Хамам-Сусе и Эль-Кантави.
Крупный международный аэропорт в Энфиде.

## Административное деление
Вилайет Сус делится на 16 округов:
- Акуда (Akouda)
- Бу-Фиша (Bouficha)
- Энфида (Enfida)
- Хаммам-Сус (Hammam Sousse)
- Хергла (Hergla)
- Калъа-Кебира (Kalâa Kebira)
- Калъа-Сгира (Kalâa Seghira)
- Кондар (Kondar)
- Мсакен (M’saken)
- Сиди-Бу-Али (Sidi Bou Ali)
- Сиди-Эль-Хани (Sidi El Hani)
- Сус-Джавхара (Sousse Jawhara)
- Сус-Медина (Sousse Médina)
- Сус-Риад (Sousse Riadh)
- Сус-Сиди-Абдельхамид (Sousse Sidi Abdelhamid)
- Зуит-Ксибат-Трайет (Zaouit-Ksibat Thrayett)